# Mieczysław Rosół
Mieczysław Rosół ps. „Wąsik” (ur. 11 kwietnia 1920 w Woli Libertowskiej, zm. 16 lutego 2023) – polski żołnierz konspiracji niepodległościowej w czasie II wojny światowej, porucznik WP w stanie spoczynku.

## Życiorys
W trakcie okupacji niemieckiej podczas II wojny światowej działał w konspiracji niepodległościowej. W maju 1942 został zaprzysiężony przez kpr. pchor. Jerzego Zagałę i został żołnierzem placówki AK w Kidowie, wchodzącej w skład Obwodu Olkusz „Olga”. Uczestniczył między innymi w akcji likwidacji konfidentów w Wolbromiu oraz w akcji zniszczenia ksiąg gminnych (spisy ludności) w miejscowościach Kidów-Żarnowiec. Na wiosnę 1944 uniknął aresztowania i dołączył do oddziału partyzanckiego ppor. Zenona Siudy ps. „Volt” w zgrupowaniu por. Mieczysława Tarchalskiego ps. „Marcin”. Jako członek oddziału partyzanckiego wziął udział w zdobyciu Włoszczowy oraz potyczce przy gajówce na Zwierzyńcu. 
Po wojnie był represjonowany przez Urząd Bezpieczeństwa, w tym poddany przesłuchaniom w PUBP w Olkuszu.
Po transformacji systemowej w Polsce zaangażował się w działalność kombatancką jako członek Światowego Związku Żołnierzy Armii Krajowej. Był bohaterem zrealizowanego przez TVP Kielce filmu pt. 100 lat dla Polski.

## Wybrane odznaczenia
- Krzyż Kawalerski Orderu Odrodzenia Polski[1],
- Brązowy Krzyż Zasługi z Mieczami[1],
- Krzyż Armii Krajowej[1],
- Krzyż Partyzancki[1],
- Medal Zwycięstwa i Wolności[1],
- Medal Stulecia Odzyskanej Niepodległości[1],
- Medal „Pro Patria”[1],
- Medal „Za Zasługi dla ŚZŻAK”[1]